# 순천소방서
순천소방서(順天消防署, Suncheon Fire Station)는 전라남도 순천시를 관할하는 전라남도 소방본부 산하의 소방서이다.
소방서장은 소방정으로 보한다.

## 사건사고
1998년 12월 24일 오후 4시 44분 선평교에서 탱크로리 전복사고가 난 이후 화재를 진압하다가 5시 13분 폭발사고가 일어나서 이홍노 소방위가 전신에 화상을 입어 전남대병원을 거쳐 여의도 한강성심병원으로 옮겼다가 1999년 1월 11일 순직했다.

## 연혁
- 1949년 11월 19일: 순천소방서 개서
- 1990년 3월 24일: 동광양소방서(현 광양소방서) 분리
- 1998년 9월 29일: 보성소방서 분리
- 2001년 10월 12일: 서면으로 청사 신축이전
- 2023년 구례소방서 분리

## 조직
| - 소방과 - 소방계 - 장비계 | - 방호구조과 - 방호계 - 예방안전계 - 구조구급계 | - 현장대응단 - 진압팀 - 조사지원팀 - 119구조대 |

## 관할센터 및 관할구역
순천소방서는 7개의 119안전센터와 1개의 구조대를 산하에 두고 있다.
| 명칭                 | 사진 | 주소                         | 관할구역                                                                    | 지역대                                    |
| -------------------- | ---- | ---------------------------- | --------------------------------------------------------------------------- | ----------------------------------------- |
| 서면119안전센터      |      | 순천시 서면 삼산로 281       | 순천시 삼산동, 매곡동, 서면                                                 |                                           |
| 저전119안전센터      |      | 순천시 중앙로 19             | 순천시 저전동, 장천동, 향동, 남제동, 도사동, 중앙동, 별량면, 상사면, 낙안면 | 낙안119지역대                             |
| 왕조119안전센터      |      | 순천시 기적의도서관1길 30    | 순천시 왕조1동, 왕조2동                                                     |                                           |
| 연향119안전센터      |      | 순천시 연향1로 26            | 순천시 조곡동, 덕연동, 풍덕동                                               |                                           |
| 승주119안전센터      |      | 순천시 승주읍 승평길 19-17   | 순천시 승주읍, 주암면, 송광면, 황전면, 월등면, 외서면                       | 주암119지역대 황전119지역대 송광119지역대 |
| 해룡119안전센터      |      | 순천시 해룡면 율촌산단5로 17 | 순천시 해룡면(신대리, 복성리, 상삼리, 남가리 제외)                          |                                           |
| 신대119안전센터      |      | 순천시 해룡면 매안로 142     | 순천시 해룡면 신대리, 복성리, 상삼리, 남가리                                |                                           |
| 순천소방서 119구조대 |      | 순천시 서면 삼산로 281       | 순천소방서 관할구역 전역                                                    |                                           |

## 같이 보기
- 대한민국 소방청
- 대한민국의 소방
- 소방관 계급